# 9930 Billburrows
9930 Billburrows è un asteroide della fascia principale. Scoperto nel 1984, presenta un'orbita caratterizzata da un semiasse maggiore pari a 2,4364252 UA e da un'eccentricità di 0,1041043, inclinata di 7,45227° rispetto all'eclittica.